# Eriogyna melli
Eriogyna melli är en fjärilsart som beskrevs av Felix Bryk 1939. Eriogyna melli ingår i släktet Eriogyna och familjen påfågelsspinnare. Inga underarter finns listade i Catalogue of Life.